# Dimophora ignota
Dimophora ignota är en stekelart som beskrevs av Dasch 1979. Dimophora ignota ingår i släktet Dimophora och familjen brokparasitsteklar. Inga underarter finns listade i Catalogue of Life.